# Municipio de Meadow (Carolina del Norte)
El municipio de Meadow (en inglés: Meadow Township) es un municipio ubicado en el  condado de Johnston en el estado estadounidense de Carolina del Norte. En el año 2010 tenía una población de 3.366 habitantes.

## Geografía
El municipio de Meadow se encuentra ubicado en las coordenadas 35°17′48.59″N 78°26′21.02″O / 35.2968306, -78.4391722.